# بصرما
بصرما هي قرية لبنانية من قرى قضاء الكورة في محافظة الشمال.